# Buzz M. Walker
Buz M. Walker (20 de agosto de 1863 – 21 de agosto de 1949) foi um matemático estadunidense.
Obteve um doutorado em 1906 na Universidade de Chicago, orientado por Oskar Bolza, com a tese On the Resolution of Higher Singularities of Algebraic Curves into Ordinary Double Points.
Foi palestrante convidado do Congresso Internacional de Matemáticos em Oslo (1936).